# Deutscher Nautischer Verein
Der Deutsche Nautische Verein von 1868 e. V. (DNV) ist die Dachorganisation der regionalen Nautischen Vereine an Nord- und Ostsee und fördert alle im allgemeinen Interesse liegenden Angelegenheiten der Schifffahrt, des Schiffbaus, der Hafenwirtschaft und der maritimen Umwelt. Der Sitz des Vereins ist Hamburg.

## Geschichte
Es gab bereits nautische Vereine, als am 14. April 1868 im Berliner „Hotel d’Hambourg“ der Deutsche Nautische Verein gegründet wurde. Mit dem erfolgten überregionalen Zusammenschluss in dem von vielen eigenständigen Fürstentümern und Städten geprägten Deutschland sollten anstehende Probleme der Schifffahrt in Deutschland mit einer Stimme behandelt und einer fachlichen Beratung unterzogen werden. Adressaten waren anfangs der Norddeutsche Bund und ab 1871 das Deutsche Reich, denen gegenüber Themen über Sicherheit an Bord und auf den Schifffahrtswegen, über Schiffsbesatzung, allgemeine Fachfragen, die Untersuchung und Verfolgung von Unfallgeschehen und anderes vorgetragen und vertreten wurden. Hierzu waren die Auffassungen vor allem in den damaligen Fürstentümern und in den Hansestädten oft recht unterschiedlich.
Zur Zeit der Gründung gab es als Organisationen des Seewesens oder der Nautik, elf Schiffervereine, von denen fünf durch Delegierte in Berlin präsent waren und zehn Nautische Vereine oder Gesellschaften, die fünf Vertreter entsandt hatten. Zwei Jahre später gehörten dem Deutschen Nautischen Verein sieben Schiffervereine und fünf alte Nautische Vereine an. Hinzugekommen waren Zweigvereine des DNV in Brake, Kolberg, Leer, Lübeck und Rendsburg. Zu den ältesten Mitgliedsvereinen zählten die 1845 als Schiffergesellschaft gegründete Nautische Gesellschaft Stettin und der Nautische Verein zu Memel, der etwa zur gleichen Zeit gegründet wurde.
Zu den konkreten Gründen für eine Vereinigung der nautischen, also der Schifffahrtsinteressen im 19. Jahrhundert zählten u. a. vier Themen, die auf der zweitägigen Gründungsversammlung behandelt wurden:
- Vielfach galt Mitte des 19. Jahrhunderts noch der Grundsatz, dass Strandgut Eigentum des Finders war. Das führte dann zu unliebsamen Folgen für die Menschen, die noch an dem Strandgut hingen und die als Leibeigene des Finders angesehen werden durften. Das war zwar mit der Gründung der Deutschen Gesellschaft zur Rettung Schiffbrüchiger 1865 bereits anders geworden, es wurde aber generell für eine neue Strandungsordnung plädiert und dieses Thema auf der ersten Sitzung des neu gegründeten Deutschen Nautischen Vereins im Jahre 1868 beraten.
- Ein weiteres Thema war die strafrechtliche Verfolgung und Untersuchung von Unfallereignissen in der Schifffahrt, die bis dato nur von Richtern ohne Kenntnisse der Schifffahrt behandelt wurden. Das wollte die deutsche Schifffahrtswelt nicht mehr hinnehmen und forderte deshalb spezielle Seegerichte.
- 1868 ging es auch um die Position des Kapitäns, und zwar um das „Recht, ein Schiff zu führen“. Hintergrund war hierfür vor allem die unterschiedliche Gesetzgebung in den Seestaaten des Norddeutschen Bundes. Gefordert wurde 1868, dass zur Führung eines deutschen Schiffes jeder zugelassen sein müsse, der den Nachweis geliefert hat, "dass er zu diesem Amte befähigt ist". Das Thema der Schiffsführung hat die Nautischen Vereine aber über die Jahrzehnte immer wieder bewegt und zu Stellungnahmen veranlasst. Die Verantwortung des Führers eines Schiffes ist nun einmal ein wesentlicher Aspekt für die Sicherheit an Bord und auf See und damit für die Menschen.
- Ein viertes Thema der Gründungsversammlung befasste sich mit der Einrichtung einer Stelle, von der man Unterlagen für eine sichere Navigation bekommen konnte. Diese war mit der Gründung der Norddeutschen Seewarte durch Wilhelm von Freeden im gleichen Jahr bereits geschaffen worden. Einig waren sich die Delegierten 1868, diese Einrichtung auch anzunehmen, fachlich zu begleiten und zu unterstützen.

## Vorsitzende
| Zeitraum  | Vorsitzender                                                      |
| --------- | ----------------------------------------------------------------- |
| 1868–1869 | Konsul Kapitän K. Beurmann, Bremerhaven                           |
| 1869–1873 | Dispacheur, Kapitän Heinrich Tecklenborg, Vegesack                |
| 1873–1874 | Professor Dr. Karstens, Rostock                                   |
| 1874–1875 | Kommerzienrat John Gibsone, Danzig                                |
| 1875–1877 | Konsul J.G. Lund, Hamburg                                         |
| 1877–1884 | Kommerzienrat John Gibsone, Danzig                                |
| 1884–1903 | Geheimer Kommerzienrat August Sartori, Kiel                       |
| 1903–1919 | Geheimer Kommerzienrat August Schulze, Oldenburg                  |
| 1919–1922 | Konsul, Senator Carl Dimpker, Lübeck                              |
| 1922–1931 | Reeder Carl Holm, Flensburg                                       |
| 1931–1935 | Direktor Th. Ritter, Hamburg                                      |
| 1935–1953 | Reeder Herbert Amsinck, Hamburg                                   |
| 1953–1968 | Konsul Lothar Bohlen, Hamburg                                     |
| 1968–1979 | Reeder Hans-Edwin Reith, Hamburg                                  |
| 1979–1984 | Reeder Erich Ebers, Hamburg                                       |
| 1984–1990 | Professor Dieter Ulken, Hamburg                                   |
| 1990–1996 | Diplom-Kaufmann Gerd Trulsen, Hamburg                             |
| 1996–2008 | Reeder Frank Leonhardt, Hamburg                                   |
| 2008–2011 | Professor Dr. Dr. h. c. Peter Ehlers, Rostock                     |
| seit 2011 | Reeder Frank Wessels, Emden ab 2020 Kapt. Christian Suhr, Hamburg |

## Mitgliedschaft
Die nautischen Vereine sind Gemeinschaften von Einzelmitgliedern und korporativen Mitgliedern, denen das Seewesen ein besonderes Anliegen ist. Zu den Einzelmitgliedern zählen u. a. Kapitäne, Lotsen, Schiffsoffiziere, Schiffsmakler, Marineoffiziere, Seefahrtsachverständige oder sonst mit der Seefahrt Verbundene. Zunehmendes Interesse an der aktiven Mitarbeit haben auch die korporativen Mitglieder, wie z. B. Reedereien, Werften, Behörden oder Schifffahrtsagenturen.
Auf den Sinn und Wert der Mitgliedschaft in einem nautischen Verein ist 1870 der damalige Vorsitzende, der Bremer Kapitän Heinrich Tecklenborg, in der Zeitschrift HANSA eingegangen. Er verwies auf den Nutzen, der aus den Verhandlungsprotokollen und Denkschriften der Bezirksvereine gezogen werden könne. Außerdem konnte, wie er es nannte „an einer großen nationalen Arbeit“ mitgewirkt werden. Freilich könnten die Mitglieder keinen direkten materiellen Vorteil erwarten, denn der Deutsche Nautische Verein könne weder die Frachten erhöhen, noch die Abnutzung der Schiffe und Gerätschaften vermindern, aber indirekt dennoch eine Vermehrung des Erwerbs durch die Schifffahrt zu Wege bringen. Zu diesen zählte der DNV-Vorsitzende die Verbesserung des Tonnen-, Baken- und Lotsenwesens, die Aufhebung von regional bezogenen Schifffahrtsabgaben, die Errichtung von Zweigstationen der Seewarte, die Verbesserung und Vereinfachung der Gesetzgebung in Seesachen und die Gründung von Seegerichten.

### Vereine
Nautische Vereine im DNV sind:
| Name                                 | Gründung (Wiedergründung) | Einzelmitglieder | Korporative Mitglieder |
| ------------------------------------ | ------------------------- | ---------------- | ---------------------- |
| Nautischer Verein zu Bremen          | 1869 (1905)               | 220              | 66                     |
| Nautischer Verein zu Bremerhaven     | 1868 (1920)               | 211              | 38                     |
| Nautischer Verein Brunsbüttel        | 1960                      | 299              | 48                     |
| Nautischer Verein Cuxhaven           | 1969                      | 563              | 28                     |
| Nautischer Verein zu Emden           | 1869 (1957)               | 569              | 159                    |
| Nautischer Verein Flensburg          | 1872 (1967)               | 172              | 17                     |
| Nautischer Verein zu Hamburg         | 1868                      | 294              | 45                     |
| Nautischer Verein Kappeln-Schlei     | 1988                      | 67               | 8                      |
| Nautischer Verein zu Kiel von 1869   | 1869                      | 165              | 0                      |
| Nautischer Verein Lübeck             | 1870                      | 344              | 38                     |
| Nautischer Verein Neustadt/Holstein  | 1996                      | 34               | 0                      |
| Nautischer Verein Niederelbe         | 1968                      | 92               | 7                      |
| Nautischer Verein Niedersachsen      | 1865                      | 114              | 19                     |
| Nautischer Verein Nordfriesland      | 1869 (1971)               | 86               | 12                     |
| Nautischer Verein Rostock            | 1870 (1990)               | 68               | 21                     |
| Nautischer Verein Sassnitz-Rügen     | 1991                      | 40               | 3                      |
| Nautischer Verein Stralsund          | 1868 (1990)               | 47               | 6                      |
| Nautischer Verein Vogelfluglinie     | 1978                      | 110              | 17                     |
| Nautischer Verein Wilhelmshaven-Jade | 1960                      | 215              | 58                     |
| Nautischer Verein zu Wismar          | 1991                      | 32               | 2                      |

### Korporative Mitglieder
Korporative Mitglieder des DNV sind:
- Abeking & Rasmussen Schiffs- und Yachtwerft Aktiengesellschaft
- Berufsgenossenschaft für Transport und Verkehrswirtschaft
- Bundeslotsenkammer
- Bundesministerium für Verkehr und digitale Infrastruktur
- Bundespolizeidirektion Bad Bramstedt
- Bundesverband der See- und Hafenlotsen
- Nippon Kaiji Kyōkai
- Deutsche Afrika-Linien/John T. Essberger Group of Companies
- Deutsche Gesellschaft für Ortung und Navigation
- Deutsche Gesellschaft für Schiffahrts- und Marinegeschichte
- Deutsche Gesellschaft zur Rettung Schiffbrüchiger
- Deutscher Marinebund
- Deutsche Seemannsmission
- Deutscher Segler-Verband
- Deutsches Maritimes Institut
- DNV GL
- Fairplay Reederei
- Gemeinsame Kommission für historische Wasserfahrzeuge
- Gesamtverband der Deutschen Versicherungswirtschaft
- Hafentechnische Gesellschaft
- Hapag-Lloyd
- Havariekommando
- Helmholtz-Zentrum Geesthacht – Zentrum für Material- und Küstenforschung
- Marinekommando Hamburg
- Meyer Werft
- Reederei F. Laeisz
- Scandlines
- Schiffahrts-Verlag "Hansa"
- Schiffbautechnische Gesellschaft
- Schutzverein Deutscher Rheder
- Verband deutscher Kutter- und Küstenfischer
- Verband Deutscher Kapitäne und Schiffsoffiziere
- Verband Deutscher Reeder
- Verein der Kanalsteurer
- Vereinigung Deutscher Schiffsingenieure
- Wärtsilä SAM Electronics

## Tätigkeit

### Das Schifffahrtsparlament
In den Jahren bis zum Ersten Weltkrieg galt der Deutsche Nautische Verein als „Schiffahrtsparlament“. Es gab in der Zeit des einheitlichen maritimen Aufbaus in Deutschland kaum eine Entwicklung im deutschen Seewesen, die nicht vom Deutschen Nautischen Verein initiiert, beraten und in die parlamentarische Arbeit eingebracht worden war.
Unter der langjährigen Ägide des Kieler Schifffahrtsmannes Konsul August Sartori hat sich die nautische Gemeinschaft 1872 eingehend und unterstützend mit den Plänen zum Bau eines für die großen Schiffe nutzbaren Kanals zwischen Nord- und Ostsee eingesetzt. Die Nautischen Vereine sahen eine wirtschaftliche Verbesserung und eine größere Sicherheit für die Schifffahrt zwischen den beiden Meeren.

### Deutsche Seeschifffahrtstage
Nach dem Ersten Weltkrieg wurden Sachthemen und Fragen der Schifffahrt meist auf den 1909 erstmals mit dem Verband Deutscher Seeschiffer-Vereine ausgerichteten Deutschen Seeschiffahrtstagen behandelt und spezielle Fragen in Kommissionen beraten. Auf den zweitägigen Seeschiffahrtstagen waren wie zuvor auf den DNV-Verbandstagen hochrangige Vertreter der Reichsregierung und der politischen Parteien anwesend, die aus den Diskussionen und Beratungen entscheidende Erkenntnisse für die parlamentarische Arbeit auf- und mitnahmen.
In der Zeit des Nationalsozialismus wurde diese Kommunikationsmöglichkeit rigoros beendet. Der Deutsche Nautische Verein wurde mit seinen Mitgliedsvereinen zu einem zwangsverwalteten Organisationselement der NSDAP, bei dem die bis dahin frei gewählten Organe in den regionalen Nautischen Vereinen vom DNV bestimmt und von der Partei akzeptiert werden mussten. Es gelang dennoch, die wesentlichen maritimen Sachthemen zu erörtern und nicht zuletzt der Persönlichkeit des Hamburger Reeders Herbert Amsinck ist es als Vorsitzendem zu verdanken, dass für das Personal in der deutschen Seeschifffahrt eine Basis für fachliche Beratungen erhalten blieb. Bis in die ersten Tage des Jahres 1945 konnte der DNV seine Arbeit mehr schlecht als recht fortsetzen, dann wurden bei einem Bombenangriff alle Unterlagen vernichtet.
Nach dem Ende des Zweiten Weltkrieges ruhte die Arbeit des DNV gänzlich und erst 1954 begann auf Initiative der bereits seit einigen Jahren wieder tätigen Nautischen Vereine in Bremen, Bremerhaven, Hamburg und Lübeck sowie auf Bitten des damaligen Leiters der jetzt zuständigen Abteilung Seeverkehr im Bundesverkehrsministerium ein Neubeginn. Es wurde vereinbart, dass der Deutsche Nautische Verein immer dann um Stellungnahmen angegangen wird, wenn die Bundesländer zu maritimen Themen gefragt sind.

### Der Ständige Fachausschuss
Mit dem Neubeginn nahmen auch die Fachkommissionen ihre beratende Tätigkeit wieder auf. Die Renaissance in der Schifffahrt und der Schiffstechnik verlangte eine intensive Betrachtung der vielfältigen Themen. Ende der 60er Jahre wurde die Arbeit so umfangreich, dass diese nicht mehr von den sporadisch tagenden Kommissionen bewältigt werden konnte und aus diesem Grund wurde 1971 der Ständige Fachausschuss geschaffen und mit einer geänderten Satzung 1972 endgültig etabliert. Das ursprünglich aus 8 Vertretern der maritimen Wirtschaft bestehende Gremium ist mittlerweile auf ca. 80 Delegierte der Nautischen Vereine und korporativen Mitglieder angewachsen. Der Fachausschuss tagt monatlich und meist in Hamburg und beschließt in den Arbeitsgruppen aufbereitete Stellungnahmen zu aktuellen maritimen Themen. Die Vorlagen fließen auf nationaler und internationaler Ebene in aktuelle Überlegungen zu Fragen der Seeschifffahrt, des Schiffbaus, der Hafenwirtschaft und der maritimen Umwelt ein.
Die Arbeit des Ständigen Fachausschusses ist ein kontinuierlicher Prozess, in dem fachlich und interdisziplinär um sachliche Positionen gerungen wird, mit dem Ziel, die Fragen und Probleme der maritimen Gemeinschaft in das Bewusstsein von Entscheidungsträgern zu bringen und frei von Partikulärinteressen praxisgerechte Vorschläge und Lösungen anzubieten.
Zur Transportierung der Fragen und der Ergebnisse dienen neben den Deutschen Seeschiffahrtstagen auch die seit 1990 in der Bundeshauptstadt veranstalteten „Nautischen Abende“ sowie seit 2002 die in Bonn veranstalteten „Maritimen Dialoge“. Einmal im Jahr ist der Ständige Fachausschuss Gast beim Bundesministerium für Verkehr, Bau und Stadtentwicklung um aktuelle Themen und Vorstellungen direkt zu diskutieren. Daneben werden Ergebnisse in Publikationen oder auf der Homepage des DNV veröffentlicht.

### Veranstaltungen
Die Nautischen Vereine tragen mit Vorträgen zu maritimen Themen (in der Regel monatlich) dazu bei, dass die Vorstellung der Schifffahrt in Deutschland in die Öffentlichkeit getragen wird.
Einmal jährlich laden die nautischen Vereine zu einem „Nautischen Essen“ ein und fördern damit das Verständnis zwischen Seefahrern, Hafendienstleistern, Politikern und der Presse, indem sie alle Beteiligten quasi an einen Tisch holen.

## DNV-Ehrenpreis
Seit 1991 setzt der Deutsche Nautische Verein Zeichen für die Nachwuchspflege mit der Verleihung des DNV-Ehrenpreises. Anfangs war er nach verdienten Mitgliedern des Ständigen Fachausschusses benannt. Bis 2003 wurden Jahrgangsbeste deutscher Seefahrtsschulen ausgezeichnet und 2004 die Schleswig-Holsteinische Seemannsschule auf dem Priwall in Lübeck-Travemünde für die hervorragende Schulung des seemännischen Nachwuchses. In 2005 wurden erstmals zwei Schiffsingenieure mit Urkunde und Geldbetrag für erstklassige Studienergebnisse ausgezeichnet. Danach folgten eine Absolventin des Fachbereiches Seefahrt aus Rostock-Warnemünde und die seemännische AFZ Aus- und Fortbildungszentrum Rostock GmbH in Marienehe.